# Jumellea bosseri
Jumellea bosseri är en orkidéart som beskrevs av Pailler. Jumellea bosseri ingår i släktet Jumellea och familjen orkidéer. Inga underarter finns listade i Catalogue of Life.